# Oscarsgalan 1965
Oscarsgalan 1965 som hölls 5 april 1965 var den 37:e upplagan av Oscarsgalan där det prestigefyllda amerikanska filmpriset Oscar delades ut till filmer som kom ut under 1964.

## Priskategorier

### Bästa film
Vinnare:
My Fair Lady - Jack L. Warner
Övriga nominerade:
Becket - Hal B. Wallis
Dr. Strangelove eller: Hur jag slutade ängslas och lärde mig älska bomben - Stanley Kubrick
Mary Poppins - Walt Disney, Bill Walsh
Zorba - Mihalis Kakogiannis

### Bästa manliga huvudroll
Vinnare:
My Fair Lady - Rex Harrison
Övriga nominerade:
Becket - Richard Burton
Becket - Peter O'Toole
Zorba - Anthony Quinn
Dr. Strangelove eller: Hur jag slutade ängslas och lärde mig älska bomben - Peter Sellers

### Bästa kvinnliga huvudroll
Vinnare:
Mary Poppins - Julie Andrews
Övriga nominerade:
The Pumpkin Eater - Anne Bancroft
Giftas på italienska - Sophia Loren
Colorados vilda dotter - Debbie Reynolds
Seance on a Wet Afternoon - Kim Stanley

### Bästa manliga biroll
Vinnare:
Topkapi - Peter Ustinov (närvarade inte vid ceremonin)
Övriga nominerade:
Becket - John Gielgud
My Fair Lady - Stanley Holloway
7 dagar i maj - Edmond O'Brien
The Best Man - Lee Tracy

### Bästa kvinnliga biroll
Vinnare:
Zorba - Lila Kedrova
Övriga nominerade:
My Fair Lady - Gladys Cooper
Det dolda brottet - Edith Evans
Iguanans natt - Grayson Hall
Hysch, hysch, Charlotte! - Agnes Moorehead

### Bästa regi
Vinnare:
My Fair Lady - George Cukor
Övriga nominerade:
Zorba - Mihalis Kakogiannis
Becket - Peter Glenville
Dr. Strangelove eller: Hur jag slutade ängslas och lärde mig älska bomben - Stanley Kubrick
Mary Poppins - Robert Stevenson

### Bästa originalmanus
Vinnare:
Father Goose - S.H. Barnett (berättelse), Peter Stone (manus), Frank Tarloff (manus)
Övriga nominerade:
Yeah! Yeah! Yeah! - Alun Owen
One Potato, Two Potato - Orville H. Hampton (manus/berättelse), Raphael Hayes (manus)
I compagni - Agenore Incrocci, Furio Scarpelli, Mario Monicelli
L'homme de Rio - Jean-Paul Rappeneau, Ariane Mnouchkine, Daniel Boulanger, Philippe de Broca

### Bästa manus efter förlaga
Vinnare:
Becket - Edward Anhalt
Övriga nominerade:
Dr. Strangelove eller: Hur jag slutade ängslas och lärde mig älska bomben - Stanley Kubrick, Peter George, Terry Southern
Mary Poppins - Bill Walsh, Don DaGradi
My Fair Lady - Alan Jay Lerner
Zorba - Mihalis Kakogiannis

### Bästa foto (färg)
Vinnare:
My Fair Lady - Harry Stradling Sr.
Övriga nominerade:
Becket - Geoffrey Unsworth
Indianerna - William H. Clothier
Mary Poppins - Edward Colman
Colorados vilda dotter - Daniel L. Fapp

### Bästa foto (svartvitt)
Vinnare:
Zorba - Walter Lassally
Övriga nominerade:
Krig och feg eller Förste man på Omaha beach - Philip H. Lathrop
Fate Is the Hunter - Milton R. Krasner
Hysch, hysch, Charlotte! - Joseph F. Biroc
Iguanans natt - Gabriel Figueroa

### Bästa scenografi (svartvitt)
Vinnare:
Zorba - Vassilis Photopoulos
Övriga nominerade:
Krig och feg eller Förste man på Omaha beach - George W. Davis, Hans Peters, Elliot Scott, Henry Grace, Robert R. Benton
Hysch, hysch, Charlotte! - William Glasgow, Raphael Bretton
Iguanans natt - Stephen B. Grimes
7 dagar i maj - Cary Odell, Edward G. Boyle

### Bästa scenografi (färg)
Vinnare:
My Fair Lady - Gene Allen, Cecil Beaton, George James Hopkins
Övriga nominerade:
Becket - John Bryan, Maurice Carter, Patrick McLoughlin, Robert Cartwright
Mary Poppins - Carroll Clark, William H. Tuntke, Emile Kuri, Hal Gausman
Colorados vilda dotter - George W. Davis, E. Preston Ames, Henry Grace, Hugh Hunt
What a Way to Go! - Jack Martin Smith, Ted Haworth, Walter M. Scott, Stuart A. Reiss

### Bästa kostym (svartvitt)
Vinnare:
Iguanans natt - Dorothy Jeakins
Övriga nominerade:
A House Is Not a Home - Edith Head
Hysch, hysch, Charlotte! - Norma Koch
Kisses for My President - Howard Shoup
Besöket - René Hubert

### Bästa kostym (färg)
Vinnare:
My Fair Lady - Cecil Beaton
Övriga nominerade:
Becket - Margaret Furse
Mary Poppins - Tony Walton
Colorados vilda dotter - Morton Haack
What a Way to Go! - Edith Head, Moss Mabry

### Bästa ljud
Vinnare:
My Fair Lady - George Groves (Warner Bros. SSD)
Övriga nominerade:
Becket - John Cox (Shepperton SSD)
Father Goose - Waldon O. Watson (Universal City SSD)
Mary Poppins - Robert O. Cook (Walt Disney SSD)
Colorados vilda dotter - Franklin Milton (M-G-M SSD)

### Bästa klippning
Vinnare:
Mary Poppins - Cotton Warburton
Övriga nominerade:
Becket - Anne V. Coates
Father Goose - Ted J. Kent
Hysch, hysch, Charlotte! - Michael Luciano
My Fair Lady - William H. Ziegler

### Bästa ljudeffekter
Vinnare:
Goldfinger - Norman Wanstall
Övriga nominerade:
The Lively Set - Robert L. Bratton

### Bästa specialeffekter
Vinnare:
Mary Poppins - Peter Ellenshaw, Hamilton Luske, Eustace Lycett
Övriga nominerade:
7 Faces of Dr. Lao - Jim Danforth

### Bästa sång
Vinnare:
Mary Poppins - Richard M. Sherman, Robert B. Sherman för "Chim Chim Cher-ee"
Övriga nominerade:
En man för Eva - Henry Mancini (musik), Jay Livingston (text), Ray Evans för "Dear Heart"
Hysch, hysch, Charlotte! - Frank De Vol (musik), Mack David (text) för "Hush...Hush, Sweet Charlotte"
5 äss i leken - Jimmy Van Heusen (musik), Sammy Cahn (text) för "My Kind of Town"
Mord på älskare - Jimmy Van Heusen (musik), Sammy Cahn (text) för "Where Love Has Gone"

### Bästa filmmusik
Vinnare:
Mary Poppins - Richard M. Sherman, Robert B. Sherman
Övriga nominerade:
Becket - Laurence Rosenthal
Romarrikets fall - Dimitri Tiomkin
Hysch, hysch, Charlotte! - Frank De Vol
Den rosa pantern - Henry Mancini

### Bästa originalmusik
Vinnare:
My Fair Lady - André Previn
Övriga nominerade:
Yeah! Yeah! Yeah! - George Martin
Mary Poppins - Irwin Kostal
5 äss i leken - Nelson Riddle
Colorados vilda dotter - Robert Armbruster, Leo Arnaud, Jack Elliott, Jack Hayes, Calvin Jackson, Leo Shuken

### Bästa kortfilm
Vinnare:
Casals Conducts: 1964 - Edward Schreiber
Övriga nominerade:
Help! My Snowman's Burning Down - Carson Davidson
The Legend of Jimmy Blue Eyes - Robert Clouse

### Bästa animerade kortfilm
Vinnare:
The Pink Phink - David H. DePatie, Friz Freleng
Övriga nominerade:
Christmas Cracker -  (National Film Board of Canada)
How to Avoid Friendship - William L. Snyder
Nudnik #2 - William L. Snyder

### Bästa dokumentära kortfilm
Vinnare:
Nine from Little Rock -  (Guggenheim Productions)
Övriga nominerade:
Breaking the Habit - Henry Jacobs, John Korty
Children Without -  (Guggenheim Productions)
Eskimåkonstnären Kenojuak -  (National Film Board of Canada)
140 Days Under the World - Geoffrey Scott, Oxley Hughan

### Bästa dokumentärfilm
Vinnare:
Värld utan sol - Jacques-Yves Cousteau
Övriga nominerade:
The Finest Hours - Jack Levin
Four Days in November - Mel Stuart
Alleman - Bert Haanstra
14-18 - Jean Aurel

### Bästa utländska film
Vinnare:
Igår, idag, imorgon (Italien)
Övriga nominerade:
Kvarteret Korpen (Sverige)
Sallah Shabati (Israel)
Paraplyerna i Cherbourg (Frankrike)
Suna no onna (Japan)

### Heders-Oscar
7 Faces of Dr. Lao - William Tuttle för sminket